# Stała Konferencja Muzeów, Archiwów i Bibliotek Polskich na Zachodzie
Stała Konferencja Muzeów, Archiwów i Bibliotek Polskich na Zachodzie – organizacja zrzeszająca muzea, archiwa i biblioteki polskie poza granicami kraju, założona w 1979 roku w  Muzeum Polskim w Rapperswilu.

## Historia i działalność
Idea stworzenia takiej konferencji pojawiła się już w 1977 w Rapperswilu, gdzie spotkali się przedstawiciele trzech polskich instytucji: Muzeum Polskiego w Rapperswilu, Polskiego Towarzystwa Historycznego i Biblioteki Polskiej w Paryżu oraz Instytutu Polskiego i Muzeum im. gen. Sikorskiego w Londynie. Początkowo pomyślana była jako konferencja instytucji kultury polskiej na Zachodzie.  Na kolejnych corocznych sesjach w Rapperswilu (1978–1980) dołączyły Muzeum Reyów z Montrésor, Muzeum Tadeusza Kościuszki w Solurze, Muzeum Ojców Marianów w Fawley Court, Instytut Józefa Piłsudskigo w Londynie, Biblioteka Polska POSK w Londynie, Muzeum Polskie w Chicago, Instytut Józefa Piłsudskiego w Ameryce i Biblioteka Polska w Montresor. Jednocześnie na sesji w 1980 postanowiono ograniczyć zasięg działalności do muzeów i bibliotek i zmienić nazwę na Stała Konferencja Muzeów i Bibliotek Polskich na Zachodzie. Pierwsza sesja konferencji (numerowana jako III) zrzeszającej już 10 członków odbyła się w zamku Montrésor w dniach 19 i 20 września 1981. Na sesji tej uchwalono też statut konferencji. 
Konferencja od początku była pomyślana nie jako nadrzędna organizacja, ale raczej jako luźne zgromadzenie. W pierwszym statucie uchwalonym na sesji w 1981 roku zawarto następujące sformułowanie: Stała Konferencja MBPZ nie posiada władz nadrzędnych.  [...] Jej działalność koordynuje Sekretariat, przejmowany automatycznie przez instytucję członkowska organizująca doroczną sesję. W roku 1987, na dziewiątej sesji w Solurze dodano słowo Archiwów do nazwy konferencji, a także wprowadzono zastrzeżenie Członkami MABPZ są instytucje działające w duchu niepodległościowym, co wyklucza możliwość współpracy z władzami komunistycznymi.
Jako cel Konferencja stawia sobie ...koordynację działalności instytucji członkowskich, otaczających swoją troska dorobek i rozwój kultury polskiej oraz prezentujący wolnemu światu jej bogactwo i nierozerwalność z humanistyczną kulturą europejską.
Z biegiem lat przybywało instytucji – ostatnia przyjęta w poczet członków w 2008 roku to Biblioteka Polska imienia Ignacego Domeyki w Argentynie. Do roku 2012 odbyły się 34 sesje konferencji, goszczonej przez kolejne organizacje członkowskie. Obrady Sesji podzielone są tradycyjnie na część sprawozdawczą tzw. zamkniętą, tylko dla przedstawicieli instytucji członkowskich i część naukową, w której referaty wygłaszane były przez osoby zaproszone przez instytucję-gospodarza Sesji i mógł w niej  - jako słuchacz - brać udział każdy. Pierwszy gość z Polski zaproszony do wygłoszenia referatu pojawił się na XIII Sesji w roku 1991. Pierwszą sesją, która odbyła się w Polsce była Sesja XVII, zorganizowana przez Bibliotekę Polską w Londynie wspólnie z Biblioteką Katolickiego Uniwersytetu  Lubelskiego. Sesja miała miejsce w Lublinie w dniach 16-18 września 1995 i głównym jej celem było zaprezentowanie uczestnikom krajowym poszczególnych instytucji członkowskich Stałej Konferencji. Przewodnim referatem był referat dr Zdzisława Jagodzińskiego (Biblioteka Polska w Londynie)  pt Czy skończona nasza rola. W Polsce odbyły się jak dotąd jeszcze cztery sesje (w 1996 we Wrocławiu, w 2004 w Krakowie, w 2010 w Warszawie oraz po raz drugi we Wrocławiu w dniach 13-14 września 2012 r).

## Organizacje członkowskie
- Archiwa, Biblioteki i Muzea Polonii w Orchard Lake, USA
- Biblioteka Polska im. Ignacego Domeyki, Buenos Aires, Argentyna
- Biblioteka Polska POSK w Londynie, Wielka Brytania
- Fawley Court, Wielka Brytania byłe muzeum i biblioteka, zamknięte w 2005r. Częściowo przeniesione do Lichenia Starego
- Fundacja Kościuszkowska, Nowy Jork, USA
- Fundacja Rzymska Margrabiny J.S. Umiastowskiej, Rzym, Włochy
- Instytut Józefa Piłsudskiego w Ameryce, Nowy Jork, USA
- Instytut Józefa Piłsudskiego w Londynie, Wielka Brytania
- Kościół i Hospicjum Św. Stanisława B.M., Rzym, Włochy
- Muzeum i Archiwum Polonii Australijskiej, Footscray, Australia
- Muzeum im. Tadeusza Kościuszki, Solura (Solothurn), Szwajcaria
- Muzeum Polskie w Ameryce, Chicago, USA
- Muzeum Polskie w Rapperswilu, Szwajcaria
- Ośrodek Dokumentacji i Studium Pontyfikatu Jana Pawła II w Rzymie, Włochy
- Papieski Instytut Studiów Kościelnych, Rzym, Włochy
- Polski Instytut Badawczy i Muzeum, Budapeszt, Węgry
- Polski Instytut Naukowy w Ameryce, Nowy Jork, USA
- Polski Instytut Naukowy w Kanadzie i Biblioteka im. W. Stachiewicz, Montreal
- Stowarzyszenie Weteranów Armii Polskiej w Ameryce, Nowy Jork, USA
- Studium Polski Podziemnej, Londyn, Wielka Brytania
- Towarzystwo Historyczno-Literackie i Biblioteka Polska w Paryżu, Francja
- Zamek Montrésor, Francja